# الرنج (حبيش)

تعديل مصدري - تعديل

الرنج محلة تابعة لقرية السعنة، التابعة لعزلة الفراعي بمديرية حبيش إحدى مديريات محافظة إب في الجمهورية اليمنية، بلغ تعداد سكانها 132 حسب تعداد اليمن لعام 2004.